# Ettersburg
Ettersburg är en kommun och ort i Landkreis Weimarer Land i förbundslandet Thüringen i Tyskland. Världsarvet slottet Ettersburg ligger i Ettersburg.
Kommunen ingår i förvaltningsgemenskapen Am Ettersberg tillsammans med kommunerna Am Ettersberg, Ballstedt och Neumark.